# Robert Wartenberg
Robert Wartenberg (19. června 1887, Grodno – 16. listopadu 1956, San Francisco) byl americký neurolog německého původu.
Dr. Robert Wartenberg v roce 1919 promoval na univerzitě v Rostocku. Pracoval v Hamburku společně s M. Nonnem a poté s O. Foersterem ve Wrocławi. V roce 1933 se stal ředitelem neurologické kliniky ve Freiburku. Byl pronásledován nacisty a tak se v roce 1935 rozhodl emigrovat. Usadil se v San Francisku. Od roku 1952 byl na University of California profesorem neurologie.